# Schwarzkuckuck
Der Schwarzkuckuck (Cuculus clamosus) gehört zur Ordnung der Kuckucksvögel (Cuculiformes) und zur Familie der Kuckucke (Cuculidae). Wie zahlreiche Arten der Kuckucksvögel ist der Schwarzkuckuck ein Brutschmarotzer. Von anderen Arten aus der Gattung Cuculus unterscheidet sich der Schwarzkuckuck mit seinem dunklen Körpergefieder deutlich. Erhitzøe hält es für möglich, dass diese Gefiederfärbung eine Form von Mimikry ist, die es dem Schwarzkuckuck erleichtert, Eier in die Nester seiner Wirtsvögel zu legen.
Der Schwarzkuckuck kommt in der Afrotropis vor. Wie viele Arten der Kuckucke ist er ein obligatorischer Brutschmarotzer. Es werden zwei Unterarten für den Schwarzkuckuck beschrieben.

## Merkmale
Der Schwarzkuckuck erreicht eine Körperlänge von 31 Zentimeter. Er ist mit einer Schwanzlänge von durchschnittlich 14,5 Zentimeter ein langschwänziger Kuckuck. Der Schnabel des Kuckucks hat eine durchschnittliche Länge von 2,3 Zentimeter. Männchen wiegen zwischen 78 und 94 Gramm, die Weibchen erreichen ein Gewicht zwischen 75 und 94 Gramm.

### Merkmale der Nominatform
Das Männchen ist auf der Körperoberseite schwarz mit einem grünlichen oder bläulichen Schimmer. Die Schwingen sind glanzlos und von dunkelbrauner Farbe. Die Innenfahne der Schwungfedern ist weiß gesperbert. Bei einigen Individuen findet sich auch eine weißliche Sperberung auch auf den Außenfahnen der Handschwingen.
Auf der Körperunterseite ist der Schwarzkuckuck matt schwarz. Die Kehle, die Halsseiten und die Brust ist etwas glänzender und etwas dunkler. Bei vielen Individuen findet sich hier auch eine mattweiße oder bräunliche Sperberung, bei einigen Individuen ist die Sperberung rotbraun. Die Unterschwanzdecken sind entweder  braun oder weist eine weißliche Sperberung. Die Steuerfedern weisen schmale weiße Federspitzen auf und sind bei vielen Individuen teilweise weiß quergestreift.
Die Weibchen ähneln den Männchen, sind auf dem Bauch jedoch ausgeprägter gesperbert. Jungvögel sind überwiegend schwarz, ihnen fehlen noch die weißen Spitzen der Steuerfedern. Die Schwingenfedern sind braun mit weißlichen Flecken und Punkten auf den Innenfahnen.
Die Nestlinge sind beim Schlupf nackt und haben eine braun-rosa Haut, die schnell schwarzviolett wird.

### Unterschiede der UnterartC. c. gabonensis
Die Männchen der Unterart C. c. gabonensis unterscheiden sich von der Nominatform durch die rotbraune bis kastanienbraune Färbung des Kinns, der Kehle, der Halsseiten und der Brust. Bei einigen Individuen ist die Brust nicht gesperbert. Der Bauch ist blass bräunlich mit einer dichten dunkelbraunen Sperberung. Die Unterschwanzdecken weisen dagegen keine Sperberung auf und sind kräftig rotbraun. Die Schwingen sind etwas stärker gesperbert als bei der Nominatform.
Die Weibchen sind matter gefärbt als die der Nominatform. Die Körperunterseite ist sehr stark gesperbert. Die Steuerfedern weisen ausgeprägte weiße Spitzen auf.

## Verbreitungsgebiet der beiden Unterarten

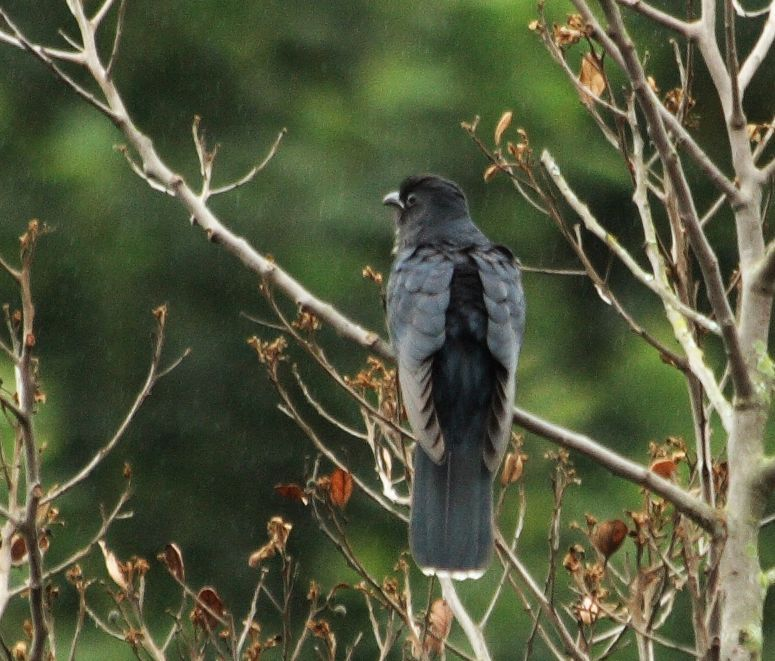
Schwarzkuckuck

Es werden für den Schwarzkuckuck zwei Unterarten unterschieden:
- C. c. clamosus ist die von Latham 1801 beschriebene Nominatform.
- C. c. gabonensis ist eine von Frédéric de Lafresnaye 1853 beschriebene Nominatform.

Die Nominatform kommt im Hochland von Äthiopien und Eritrea, im Westen und im Landesinneren von Kenia, Tansania, im Süden der Demokratischen Republik Kongo und vom Süden Angolas bis in den Norden und das Landesinnere von Namibia, im Norden Botswanas und im Osten der Republik Südafrika vor. Sie sind Zugvögeln, die zu bestimmten Jahreszeiten in den Westen Äquatorialafrikas ziehen. In Angola ist er beispielsweise von August bis März anzutreffen. Im Norden und Landesinnere von Namibia ist er beispielsweise von November bis April beheimatet. Seine Ankunft hängt dabei vom Beginn der Regenzeit ab.
Die Unterart C. c. gabonensis ist vermutlich ein Standvogel. Er kommt in Liberia, der Elfenbeinküste, Togo, Benin, Ghana, Nigeria, Gabun und im Norden der Demokratischen Republik Kongo bis in den Süden des Sudan, im Südwesten Äthiopiens, Uganda und vom Südwesten Kenias bis zum 9° S in Angola.

## Lebensraum
Der Schwarzkuckuck kommt in Wäldern der Tiefebene, in Galeriewäldern und der Miombo sowie auf baumbestandener Savanne, in Dickichten, im Akazien-bestandenen Veld, Wäldern entlang von Flüssen und in der Republik Südafrika auch in Gärten vor. In Malawi kommt er in weniger reichhaltigen Lebensräumen vor als der Einsiedlerkuckuck.
In der Demokratischen Republik Kongo und Malawi hält er sich gewöhnlich unter 1525 Höhenmeter auf, in Ruanda und im Osten Afrikas kommt er bis zu 2000 Höhenmetern vor.

## Nahrung

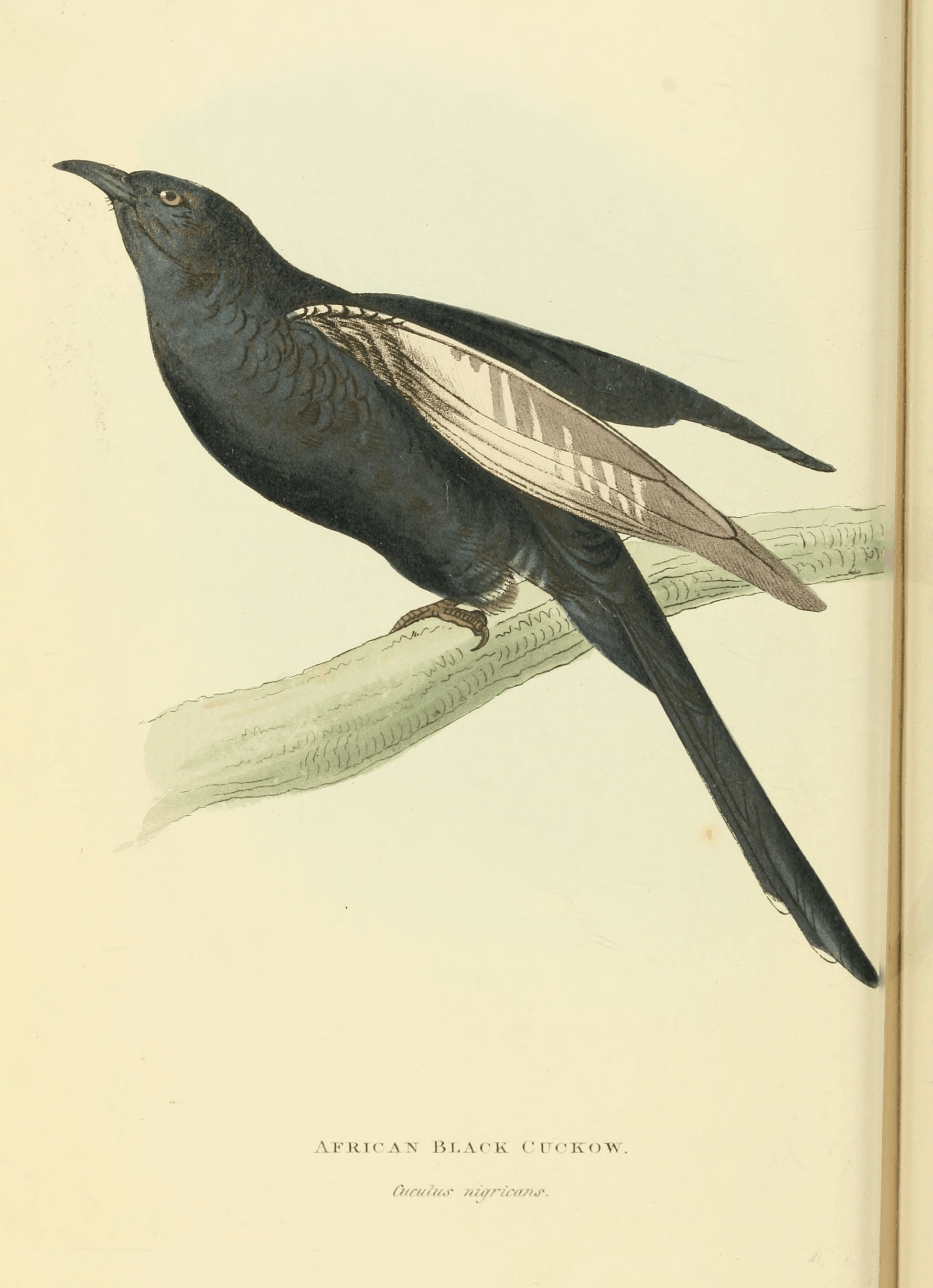
Illustration zum Schwarzkuckuck aus dem Beginn des 19. Jahrhunderts

Der Schwarzkuckuck frisst überwiegend stark behaarte Raupen, wie dies auch für viele andere Kuckucksarten gilt. Von anderen Vogelarten werden stark behaarte Raupen dagegen überwiegend gemieden. Er frisst außerdem schwärmende Termiten, die er in der Luft fängt, Ameisen, Käfer und Käferlarven. Auch Eier und Nestlinge werden von ihm gefressen – vermutlich handelt es sich dabei um die Eier und Nestlinge seiner Wirtsvögel.

## Brutparasitismus
Der Schwarzkuckuck ist ein obligater Brutschmarotzer, der seine Jungvögel nicht selber groß zieht. Die Wirtsvögel, die er nutzt, variieren dabei in Abhängigkeit mit seinem jeweiligen Lebensraum. In der Savanne nutzt er vorwiegend Arten aus der Familie der Buschwürger wie beispielsweise den Rotbauchwürger aber auch Arten wie den Graubülbül.
Die Fortpflanzungszeit variiert ebenfalls mit dem Verbreitungsgebiet. Die Weibchen entfernen während der Eiablage eines der Eier seiner Wirtsvögel. Ein Weibchen kann während einer Periode von 10 Wochen bis zu 22 Eier legen. Diese sind von elliptischer Form, haben eine glänzend weiße oder grünliche Schale und sind unterschiedlich rotbraun und lila gefleckt. Im Süden Afrikas gleicht das Kuckucksei gelegentlich genau den Eiern des Wirtsvogels.
Die Nestlinge des Schwarzkuckucks schlüpfen nach einer Brutzeit von 13 bis 14 Tagen aus den Eiern und sind damit etwa drei Tage früher schlupfbereit als die Nestlinge der Wirtsvögel. Der noch blinde Nestling wirft Eier und die anderen Nestlinge des Wirtsvogels 16 bis 30 Stunden nach dem Schlupf aus dem Nest. Am achten Lebenstag öffnen sich die Augen des Nestlings. Er verlässt das Nest am 20. oder 21. Lebenstag, wird aber von den Wirtsvogeleltern noch 19 bis 26 Tage lang gefüttert.

## Trivia
Der Brutparasitismus des Schwarzkuckucks ist seit Beginn des 19. Jahrhunderts bekannt: 1806 hielt der französische Ornithologe François Levaillant fest, dass neben dem Indischen Koel, dem Kuckuck und dem Jakobinerkuckuck weitere Arten der Kuckucke, nämlich der Afrikanerkuckuck sowie der Schwarzkuckuck und der Goldkuckuck, Brutschmarotzer sind.

## Einzelbelege
1. 1 2 3 4 5 6  Erhitzøe, Mann, Brammer, Fuller: Cuckoos of the World. S. 447.
2. 1 2  Erhitzøe, Mann, Brammer, Fuller: Cuckoos of the World. S. 448.
3. 1 2  Erhitzøe, Mann, Brammer, Fuller: Cuckoos of the World. S. 449.
4. ↑  Davies: Cuckoos, Cowbirds and Other Cheats. S. 15.